# Акшабулак (месторождение)
Месторождение Акшабулак (каз. Ақшабұлақ — денежный родник) — нефтегазоконденсатное месторождение Казахстана. Расположено в Сырдарьинском (бывшем Теренозекском) районе Кызылординской области, в 160 км северо-восточнее от железнодорожной станции Жосалы. Расстояние до областного центра, г. Кызылорда, составляет 120 км.
Месторождение было открыто после поисково-разведочного бурения геофизической экспедицией в 1987 году.
Разработку месторождения ведёт ТОО "СП «Казгермунай».
Климат района резко континентальный, сухой, с большими колебаниями дневных и сезонных температур. Максимальные температуры летом +30/+35°С, минимальные зимой −35/-38°С.

## Характеристика месторождений
Месторождение относится к поднятию, осложнённому тремя сводами: Центральным, Южным и Восточным.
При вскрытии разреза на глубинах 1605—1915 м было установлено четыре продуктивных горизонта: три — в юрских отложениях и один — в неокоме.Продуктивные горизонты представлены переслаиванием песчаников, алевролитов, глин и прослойками гравелитов.
Залежи пластовые, сводовые, тектонически экранированные. ВНК имеют абсолютные отметки: −1760, −1640, −1638 и −1530 м.
Общая толщина продуктивных горизонтов варьируется от 14 до 66 метров, эффективная нефтенасыщенность — 2,2-19,2 м.
Открытая пористость пород-коллекторов — 11,2-20 %, проницаемость — 0,0028-0,03 мкм2. Коэффициенты нефтенасыщенности — 0,51; 0,61; 0,75.
Начальные дебиты нефти по скважинам различны — 58-197 м3/сут. Газовый фактор — 63,7-128,7 м3/м3. Плотность нефти — 835 кг/м3.

## Запасы
На 30 сентября 2006 года запасы нефти месторождения составили: 163,8 млн баррелей доказанных, 265,0 млн баррелей доказанных плюс вероятных, 303,5 млн баррелей доказанных плюс вероятных плюс возможных запасов.
Запасы газа месторождения составили: 2,583 млрд м3 доказанных, 3,854 млрд м3 доказанных плюс вероятных, 4,418 млрд м3 доказанных плюс вероятных плюс возможных запасов.